# Malåträsket
Malåträsket är en sjö i Malå kommun i Lappland. Den utgör ett långsträckt sel i Malån som ingår i Skellefteälvens huvudavrinningsområde. Sjön är 37,9 meter djup, har en yta på 6,97 kvadratkilometer och befinner sig 304 meter över havet. På norra stranden ligger tätorten och kommuncentrat Malå. Sjön ligger 315 m ö.h. och är 7,15 km² stor.

## Delavrinningsområde

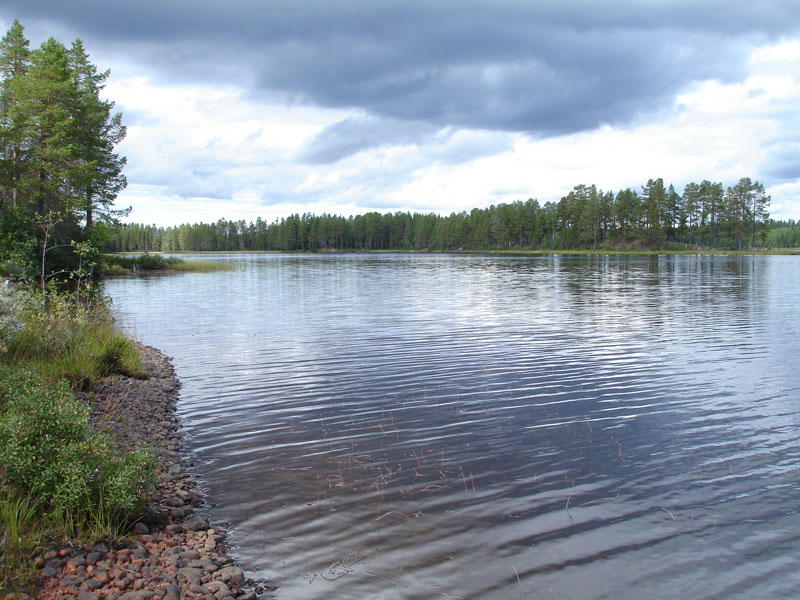
Malåträskets västligaste del. Till höger syns den rullstensås som löper genom stora delar av selet.

Malåträsket ingår i delavrinningsområde (723278-163814) som SMHI kallar för Utloppet av Malåträsket. Medelhöjden är 330 meter över havet och ytan är 41,22 kvadratkilometer. Räknas de 32 avrinningsområdena uppströms in blir den ackumulerade arean 606,53 kvadratkilometer. Malån som avvattnar avrinningsområdet har biflödesordning 2, vilket innebär att vattnet flödar genom totalt 2 vattendrag innan det når havet efter 144 kilometer. Avrinningsområdet består mestadels av skog (67 procent). Avrinningsområdet har 7,42 kvadratkilometer vattenytor vilket ger det en sjöprocent på 18 procent. Bebyggelsen i området täcker en yta av 1,69 kvadratkilometer eller 4 procent av avrinningsområdet.